# IC 399
IC 399 ist eine irreguläre Galaxie mit ausgedehnten Sternentstehungsgebieten vom Hubble-Typ IABm im Sternbild Eridanus am Südsternhimmel. Sie ist schätzungsweise 174 Millionen Lichtjahre von der Milchstraße entfernt und hat einen Durchmesser von etwa 35.000 Lichtjahren.

Im selben Himmelsareal befindet sich unter anderem die Galaxien NGC 1740, NGC 1741, NGC 1742, NGC 1753.
Das Objekt wurde am 25. Februar 1892 vom österreichischen Astronomen Rudolf Spitaler entdeckt.